# 伊藤祐靖
伊藤 祐靖（いとう すけやす、1964年〈昭和39年〉 - ）は、日本の元海上自衛官。自衛隊初の特殊部隊、特別警備隊の先任小隊長を務めた後、2等海佐で退官。予備役ブルーリボンの会幹事長。ゼロレンジコンバット名誉顧問。

## 経歴
日本体育大学体育学部に陸上競技の短距離選手日体奨学生（特待生）として入学。卒業後、「一番階級の低いところからやる」との考えのもと、1987年（昭和62年）に海上自衛隊に2等海士で入隊。
しかし、任期制自衛官である士階級の同期の国防への志の低さに酷く落胆し、幹部自衛官になることを決心。その年の内に、2士から幹部候補生試験を受験して合格、海上自衛隊幹部候補生学校に入校する。同校卒業後は、幹部自衛官として艦艇勤務に従事する。
1999年（平成11年）に発生した能登半島沖不審船事件の際には、イージス艦みょうこうの航海長として、不審船を追跡した。この時、不審船が停船した場合の臨検を想定し、みょうこうの砲雷科員に小銃と拳銃を持たせて臨時の臨検部隊を編成した経験を上層部に買われ、異動により不審船への臨検を行う特別警備隊の発足準備に携わることとなった。また訓練を経て、即応部隊を率いる先任小隊長としての任務に就いた。訓練ではSBS（特殊舟艇部隊）やNavy SEALsをはじめとした海外の特殊部隊とも交流しながら技術の向上を図った。
2007年（平成19年）、他部隊への異動の内示を拒否して2等海佐で退官。 退官後は拠点を海外に移し、各国の警察や軍隊への訓練指導などに携わっている。また、麻生幾の小説「奪還」の主人公の河合斌のモデルとなっている。
2014年（平成26年）から茨城県の某高等学校で講師を務めている。

### 尖閣諸島上陸
2012年（平成24年）8月19日、尖閣諸島沖での頑張れ日本!全国行動委員会及び日本の領土を守るため行動する議員連盟の国会議員8名らによる尖閣諸島戦時遭難事件犠牲者の洋上慰霊祭に同行。慰霊祭が行われる魚釣島付近まで行く途中の夜明け前の午前4時に漁船から飛び降り、約400mを単独で泳いで魚釣島に上陸し、登山道がない最高峰の奈良原岳（標高362m）に登頂し、頂上付近の断崖絶壁に日章旗を取り付けた。その後、午前8時頃には水島総、浅野久美、小坂英二などの地方議員らも魚釣島に上陸し、合流した。この上陸について沖縄県警八重山警察署において事情聴取を受けるが、事情聴取後犯罪の嫌疑なしとして立件自体が見送られた。

## 連載
- 非常時の組織論（週刊東洋経済）

## 著作

### 単著
- 『とっさのときにすぐ護れる 女性のための護身術』講談社、2015年8月。ISBN 4-062-99831-9。
- 『国のために死ねるか 自衛隊「特殊部隊」創設者の思想と行動』文藝春秋、2016年7月。ISBN 4-166-61069-4。
- 『自衛隊失格　―私が「特殊部隊」を去った理由―』新潮社、2018年6月。ISBN 978-4-10-351991-1。
- 『邦人奪還　―自衛隊特殊部隊が動くとき―』新潮社、2020年6月。ISBN 978-4-10-351992-8。

### 共著
- 荒木和博・荒谷卓『自衛隊幻想 拉致問題から考える安全保障と憲法改正』産経新聞出版、2016年10月。ISBN 4-819-11292-9。
- 荒谷卓『日本の特殊部隊をつくったふたりの“異端”自衛官－人は何のために戦うのか！』ワニ・プラス、2023年2月

### 寄稿
- 『Gun Magazine』（ユニバーサル出版）

5月号からエッセイ「伝えるべきこと」を連載
- 『正論』（産業経済新聞社）
- 『トラ・トラ・トラ! 製作四十五周年記念版 アルティメット・ブルーレイBOX』（20世紀フォックス・ホーム・エンターテイメント・ジャパン）

特典解説書に寄稿

## 出演
- 防人の道 今日の自衛隊（日本文化チャンネル桜）

葛城奈海キャスターの回にゲストとして不定期出演
- 防衛装備の基礎知識（国防・防人チャンネル）

## 関連人物
- 荒谷卓 - 特殊作戦群創設者で初代群長
- 葛城奈海 - 予備役ブルーリボンの会、やおよろずの森などで共に活動